# Єпархія Пхеньяна
Єпархія Пхеньяна (лат. Dioecesis Pyeongyangensis) — єпархія Римо-Католицької Церкви з центром в місті Пхеньян, Північна Корея. Єпархія Пхеньяна входить до архієпархії Сеула.

## Історія
27 березня 1927 Святим Престолом засновано апостольську префектуру Пхеньяна.
У 1939 році Апостольська префектура Пхеньяна перетворена на апостольський вікаріат Пхеньяна, який 10 березня 1962 перетворений на єпархію Пхеньяна Римським папою Іоанном XXIII.
Після приходу до влади комуністичної влади КНДР, останній ординарій апостольського вікаріату єпископ Франциск Хонг Йонг Хо в 1947 заарештований; про подальшу долю єпископа Хонг Йонг Хо не відомо. Формально до 2013 вважалося, що він живий, тому кафедра єпархії Пхеньяна не вважалася вакантною; водночас обов'язки апостольського адміністратора єпархії Пхеньяна виконує архієпископ Сеула.

## Ординарії
- Священник Патрік Джозеф Бірн (1927—1929) — адміністратор Апостольської префектури Пхеньяна;
- священник Джон Едвард Морріс (1930—1936) — адміністратор Апостольської префектури Пхеньяна;
- єпископ Вільям О'Ши (1939—1945) — адміністратор Апостольського вікаріату Пхеньяна;
- єпископ Франциск Хонг Йонг Хо (1945—1962) — адміністратор Апостольського вікаріату Пхеньяна; 1962—2013 єпископ Пхеньяна.
  - монсеньйор Джордж Керрол (1950—1975) — апостольський адміністратор;
  - кардинал Стефан Кім Су Хван (1975—1998) — апостольський адміністратор;
  - кардинал Микола Чон Джин Сок (1998—2012) — апостольський адміністратор;
  - кардинал Андрій Йом Су Чжун (2012—2021) — апостольський адміністратор;
  - архієпископ Пітер Чон Сун Тхек (28.10.2021 — по теперішній час) — апостольський адміністратор.